# John V. Dennis

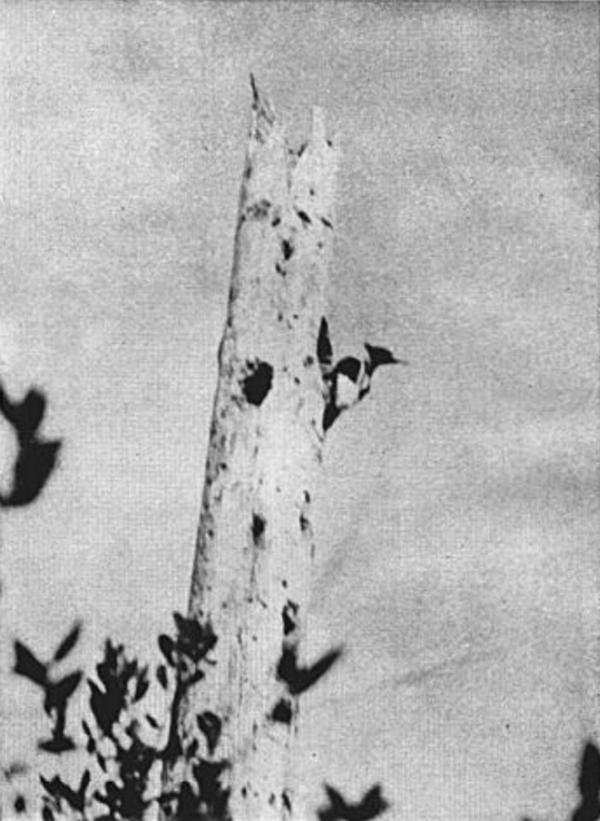
Foto, das John V. Dennis 1948 vom Kubanischen Elfeinspecht machen konnte

John Value Dennis (* 9. November 1916 in Princess Anne, Maryland; † 1. Dezember 2002 ebenda) war ein amerikanischer Ornithologe und Botaniker.

## Leben
Während des Zweiten Weltkriegs diente Dennis als Radartechniker bei der Fliegerstaffel der Flying Tigers in China. 1940 beendete er sein Grundstudium an der University of Wisconsin mit einem Bachelor-Abschluss in den Politikwissenschaften. 1951 folgte ein Master-Abschluss in Botanik an der University of Florida. Anschließend begann er ein Doktoratsstudium in Ornithologie an der University of Illinois, das er jedoch nicht abschloss.  Von 1946 bis 1949 arbeitete er für die Massachusetts Audubon Society als Schutzgebietsleiter und von 1950 bis 1955 beaufsichtigte er die Nantucket Ornithological Station. Von 1962 bis 1972 war er Feldforscher für die Nature Conservancy.
Er studierte insbesondere Spechte und widmete sich ausgiebig dem Kubanischen Elfenbeinspecht und dem nordamerikanischen Elfenbeinspecht. In Zusammenarbeit mit Davis Crompton reiste er 1948 in die Provinz Oriente auf Kuba und beobachtete den Kubanischen Elfenbeinspecht, nachdem diese Unterart dort mehrere Jahre lang nicht mehr nachgewiesen wurde.  Er fand ein Nest und drei adulte Vögel, und ihm gelangen die bis heute einzigen Fotos von lebenden Elfenbeinspechten auf Kuba. 1966 will er einen Elfenbeinspecht im Big Thicket, einem Zypressen-Sumpfgebiet im Südosten von Texas, beobachtet haben. Diese Sichtung wurde jedoch nie von ornithologischen Organisationen anerkannt oder bestätigt. Nichtsdestotrotz leistete Dennis einen wichtigen Beitrag zur Gründung des Big Thicket National Preserve im Jahr 1974.
1975 veröffentlichte er das Buch A Complete Guide to Bird Feeding, das das allgemeine Interesse an der Vogelfütterung steigerte.

## Schriften (Auswahl)
- A last remnant of Ivory-billed Woodpecker in Cuba. In: Auk 65, 1948, S. 497–507
- The Ivory-bill flies still. In: Audubon 69(6), 1967, S. 38–45.
- A Complete Guide to Bird Feeding, 1975
- Beyond the Bird Feeder : The Habits and Behavior of Feeding Station Birds When They Are Not at Your Feeder, 1981
- Farmer Management of Rice Variety Diversity in Northern Thailand, Cornell University, 1987
- The Great Cypress Swamps, 1988
- The Wildlife Gardener, Random House Publishing Group, 1988
- Summer Bird Feeling, 1990
- (mit Mathew Tekulsky, Nancy Arbuckle): How to Attract Hummingbirds & Butterflies, 1991
- (mit Michael McKinley): How to Atract Birds, 1995
- (mit Charles R. Gunn): World Guide to Tropical Drift Seeds and Fruits, 1999
- (mit Ed Perry): Sea-beans from the Tropics: A Collector's Guide to Sea-beans and Other Tropical Drift on Atlantic Shores, Krieger Publishing, 2003